# アニェル・ブンダヴォエ
アニェル・ブンダヴォエ（Agnelle Bundervoët, 1922年10月12日 - 2015年2月14日）は、フランスのピアノ奏者。

## 生涯
アンベール出身。4歳から母親の手ほどきでピアノを始める。7歳にはマルセイユ音楽院に入学したが、10歳の時にプルミエ・プリを取得し、パリ音楽院のラザール・レヴィの許でピアノの腕を磨いた。レヴィのクラスには13歳になってから所属することとなったが、レヴィのクラスに入るまでに、音楽理論のクラスに所属しながらレヴィから無償のレッスンを受けていた。
1940年にヴィシー政権によりレヴィが音楽院の教授職を解任されると、マルセル・シャンピやレヴィの助手を務めていたガブリエル・ジロー＝ラタルズの薫陶を受け、1942年にピアノ演奏でプルミエ・プリを獲得した。
その後も1948年まで音楽院に在籍して和声や対位法等の音楽理論を究めたり、モーリス・エウィットに室内楽を学んだり、マルセル・デュプレにオルガンの個人指導を受けたりして見聞を広めた。音楽院を卒業後は活発に演奏活動を行い、1954年にはエルサ・バルレーヌのピアノ協奏曲の初演の独奏を務めている。
しかし、1950年代半ばからリウマチに悩まされるようになり、演奏の場をコンサート会場から放送や録音に移すようになった。
1956年から1986年までヴェルサイユ音楽院のピアノ科で後進を指導するようになってからは、教育活動に専心するようになった。
ヴォークレソンにて死去。